# Живорезка
Живорезка (в верхнем течении — Сенна) — река в Белоруссии, протекает по Могилёвскому району Могилёвской области. Длина реки равна 20 км. Площадь водосборного бассейна — 138 км². Средний уклон водной поверхности — 1,3 ‰. Лесами занято 19 % площади водосбора.
Начинается на северной окраине деревни Куты. Течёт на юго-восток через деревни Будище, Хрипелево, Журавец 2-й, Вендорож, Отнянка, Белявщина, Завережье, Воротыньщина, Понизов. Впадает справа в Лахву в 1 км к северо-востоку от деревни Копейно на высоте 150,1 метра над уровнем моря.
Притоки: Ольховка (лв) и Лучанка (пр).